# Samantha
Samantha  è un nome proprio di persona italiano femminile.

## Varianti
- Femminili: Samanta[1][2][3]

### Varianti in altre lingue
- Catalano: Samanta[4]
- Inglese: Samantha[2][5]
  - Ipocoristici: Sam[2], Sammie[2], Sammy[2], Sammi[2]
- Olandese: Samantha[2]
- Spagnolo: Samanta[2][4]

## Origine e diffusione
Nome dall'origine incerta, si ritiene che abbia avuto origine negli Stati Uniti nel XVIII secolo (periodo in cui è saltuariamente attestato nella Nuova Inghilterra). Dal 1873 appare in una serie di romanzi scritta da Marietta Holley, riguardante le avventure di una donna chiamata Samantha, moglie di Josiah Allen; rimase però piuttosto raro fino al 1964, quando venne reso celebre dalla protagonista della serie televisiva Vita da strega, chiamata Samantha Stephens.
Riguardo alla sua etimologia, molte fonti ipotizzano che sia stato concepito come una forma femminile di Samuele (con l'aggiunta del suffisso antha, preso dal nome Anthea o tratto direttamente dal greco antico ανθος, ánthos, "fiore"); talvolta, dunque, gli viene attribuito il medesimo significato di Samuele, ossia "che ascolta". Tuttavia il nome non è attestato in alcuna opera prima della sua diffusione, il che rende improbabile che si tratti di una creazione letteraria; altre fonti, notando che in Nuova Inghilterra vi era una forte presenza di coloni olandesi, propongono quindi una derivazione da Sijmentije, una forma femminile olandese del nome Sigismondo.

## Onomastico
Il nome è adespota, non essendovi sante così chiamate, e l'onomastico si può festeggiare il 1º novembre in occasione di Ognissanti; alcune fonti, riconducendo Samantha a Samuele, lo fissano in data 20 agosto per la memoria di san Samuele, profeta biblico.
Va notato che esiste una santa Samthann, badessa a Clonbroney nel Leinster, commemorata il 19 dicembre, che in certi calendari moderni viene "ribattezzata" Samantha; il suo nome (in irlandese moderno Samhthann, pronunciato [ˈsævhæn]) è di origine goidelica e di significato ignoto, forse correlato al toponimo gallese Syfaddon, e non ha alcuna connessione etimologica con Samantha.

## Persone

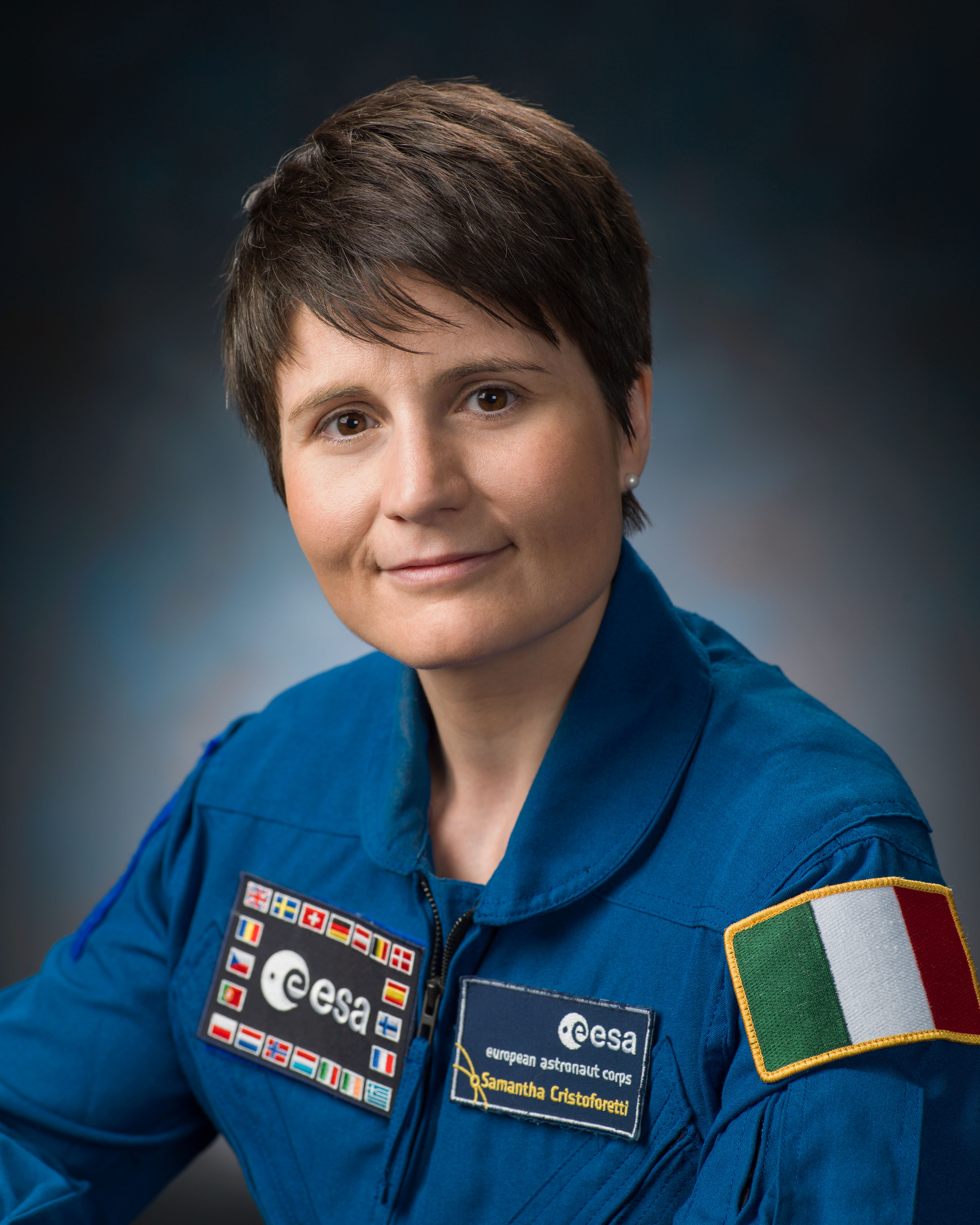
Samantha Cristoforetti

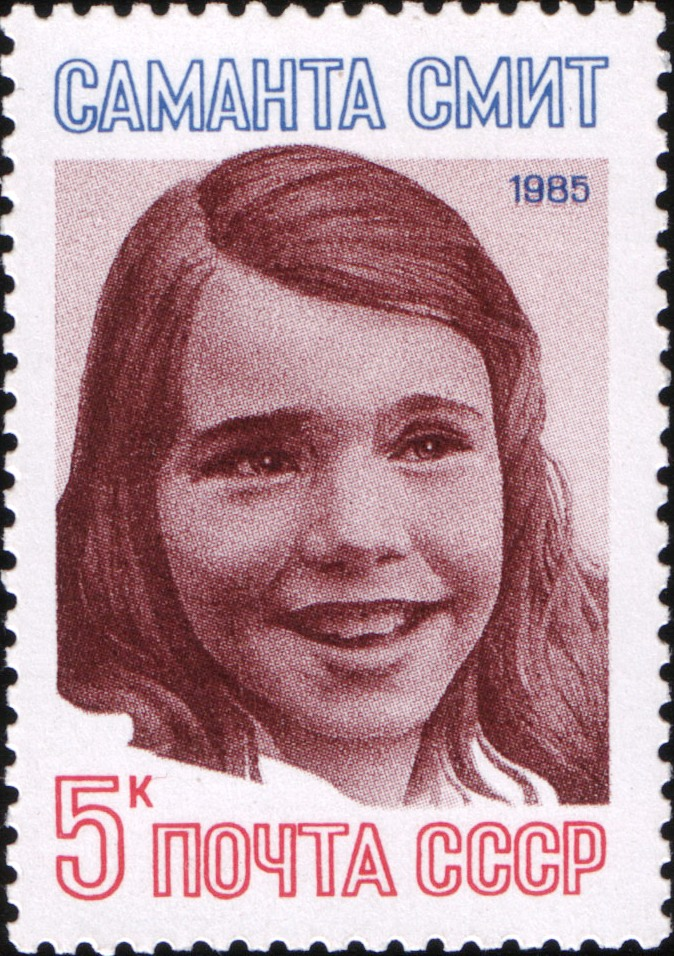
Samantha Smith

- Samantha Michela Capitoni, attrice italiana
- Samantha Cristoforetti, aviatrice e astronauta italiana
- Samantha de Grenet, showgirl, modella e conduttrice televisiva italiana
- Samantha Eggar, attrice britannica
- Samantha Fox, cantante e modella britannica
- Samantha Kerr, calciatrice australiana
- Samantha Morton, attrice britannica
- Samantha Mumba, cantante, attrice e modella irlandese
- Samantha Riley, nuotatrice australiana
- Samantha Ronson, cantautrice e disc-jockey britannica
- Samantha Schmütz, umorista e attrice brasiliana
- Samantha Smith, attivista e attrice statunitense
- Samantha Stosur, tennista australiana
- Samantha Warriner, triatleta neozelandese

### Variante Samanta
- Samanta Fabris, pallavolista croata
- Samanta Piccinetti, attrice italiana
- Samanta Tīna, cantante lettone
- Samanta Togni, ballerina italiana

## Il nome nelle arti
- Samantha è un personaggio della serie televisiva brasiliana Samantha!, interpretato da Emanuelle Araújo.
- Samantha Carter è un personaggio della serie televisiva di fantascienza Stargate SG-1, interpretato dall'attrice anglo-canadese Amanda Tapping.
- Samantha Darko è un personaggio del film del 2001 Donnie Darko diretto da Richard Kelly e protagonista del suo seguito del 2009 S. Darko, diretto da Chris Fisher.
- Samantha Jones è un personaggio del telefilm Sex and the City, interpretato da Kim Cattrall.
- Samantha Manson è un personaggio della serie animata Danny Phantom.
- Samantha Mollison è uno dei personaggi del libro Il Seggio Vacante di J. K. Rowling.
- Samantha Mulder è un personaggio della serie televisiva X-Files.
- Samantha Newly è un personaggio della serie televisiva Samantha chi?.
- Samantha Peterson è un personaggio del film del 2001 Shark Attack 2, diretto da Bob Misiorowski.
- Sam Puckett è un personaggio della serie televisiva iCarly, interpretato da Jennette McCurdy.
- Samantha "Sam" Simpson è una delle protagoniste della serie animata Totally Spies! - Che magnifiche spie!.
- Samantha Stephens è un personaggio della serie televisiva Vita da strega.
- Samantha Taggart è un personaggio della serie televisiva E.R. - Medici in prima linea, interpretato da Linda Cardellini.

## Toponimi
- 3147 Samantha è un asteroide della fascia principale, che prende il nome da Samantha Smith.